# Andamanci

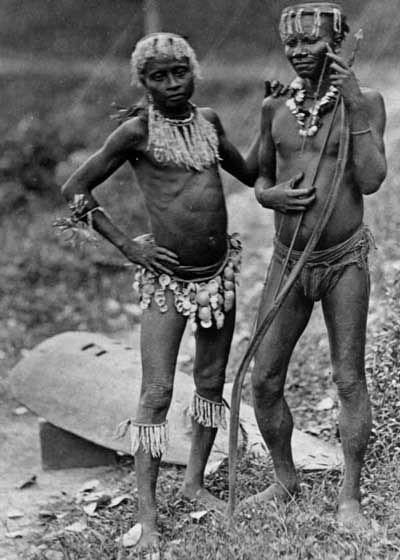
Andamanci z Velkého Andamanu

Andamanci je souhrnné označení pro obyvatele Andamanských ostrovů, které z větší části patří Indii. Několik ostrovů náleží také Myanmaru. Mluví jazyky, které patří do andamanské jazykové rodiny. Předpokládá se, že se jedná o potomky původních obyvatel jihovýchodní Asie.